# مسجد جامع شهرآباد
مسجد جامع شهرآباد مربوط به اواخر دوره قاجار- اوایل پهلوی است و در شهرستان داورزن، روستای شهرآباد واقع شده و این اثر در تاریخ ۱۶ اسفند ۱۳۸۴ با شمارهٔ ثبت ۱۴۳۴۲ به‌عنوان یکی از آثار ملی ایران به ثبت رسیده‌است.